# 萨尔摩纽斯
萨尔摩纽斯（英語：Salmoneus）。古希腊神话男性人物之一。父亲为埃俄罗斯。拥有众多子女并产生重要影响。曾以宙斯之名义施加相关作用，后与宙斯发生矛盾而被其杀死进入地府，并加以永世刑罚。